# Maison médiévale de Montbazon
La maison médiévale dite « de la rue Putsinus » est une demeure de la fin du XIIe ou du début du XIIIe siècle située dans la commune française de Montbazon, dans le département d'Indre-et-Loire.
L'édifice est inscrit comme monument historique en 1995.

## Localisation
La maison est située sur le côté ouest de la rue Putsinus, voie médiévale de Montbazon. Son pignon oriental borde cette rue tandis que son pignon occidental regarde vers l'enceinte médiévale de la ville, disparue, mais qui se situait une dizaine de mètres plus loin.
Au milieu des années 1990, une opération de rénovation et d'urbanisation du quartier dégage la maison des bâtiments mitoyens qui l'enserraient jusqu'alors. Cette opération prévoyait initialement la destruction de cette maison, qui a pu être préservée.

## Histoire
La maison est probablement construite à la fin du XIIe ou au début du XIIIe siècle, l'architecture de ses baies étant comparable à celle d'édifices dont la datation est attestée ; cette maison constitue ainsi l'un des rares vestiges médiévaux de Montbazon, malgré plusieurs phases de réaménagement intérieur qui n'ont pas affecté le plan général de l'édifice. Le mur gouttereau nord est reconstruit au XVIe siècle, ainsi que plus tard, au XIXe siècle, le pignon oriental.
L'édifice est inscrit comme monument historique par arrêté du 17 août 1995.

## Architecture

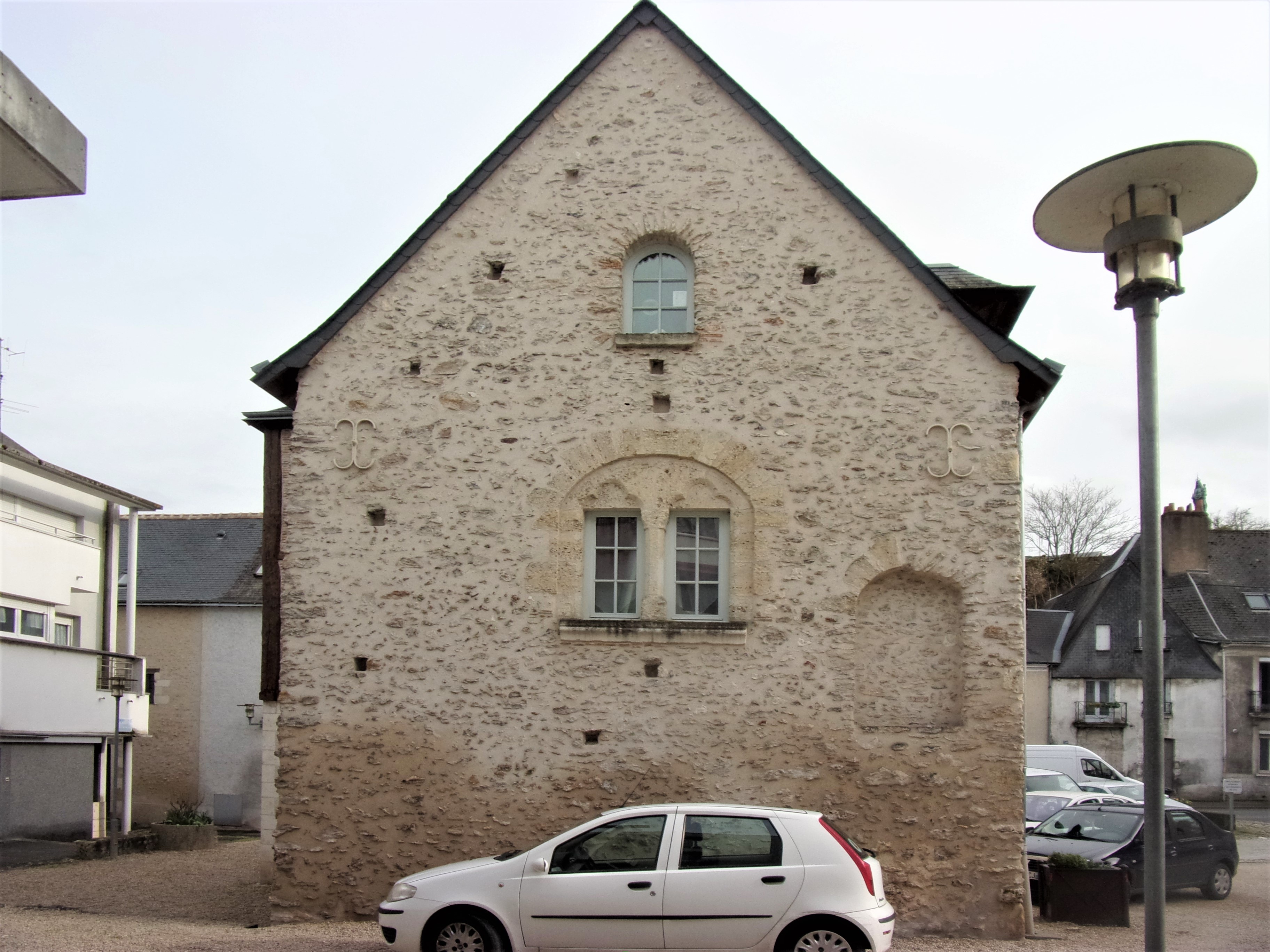
Façade occidentale.

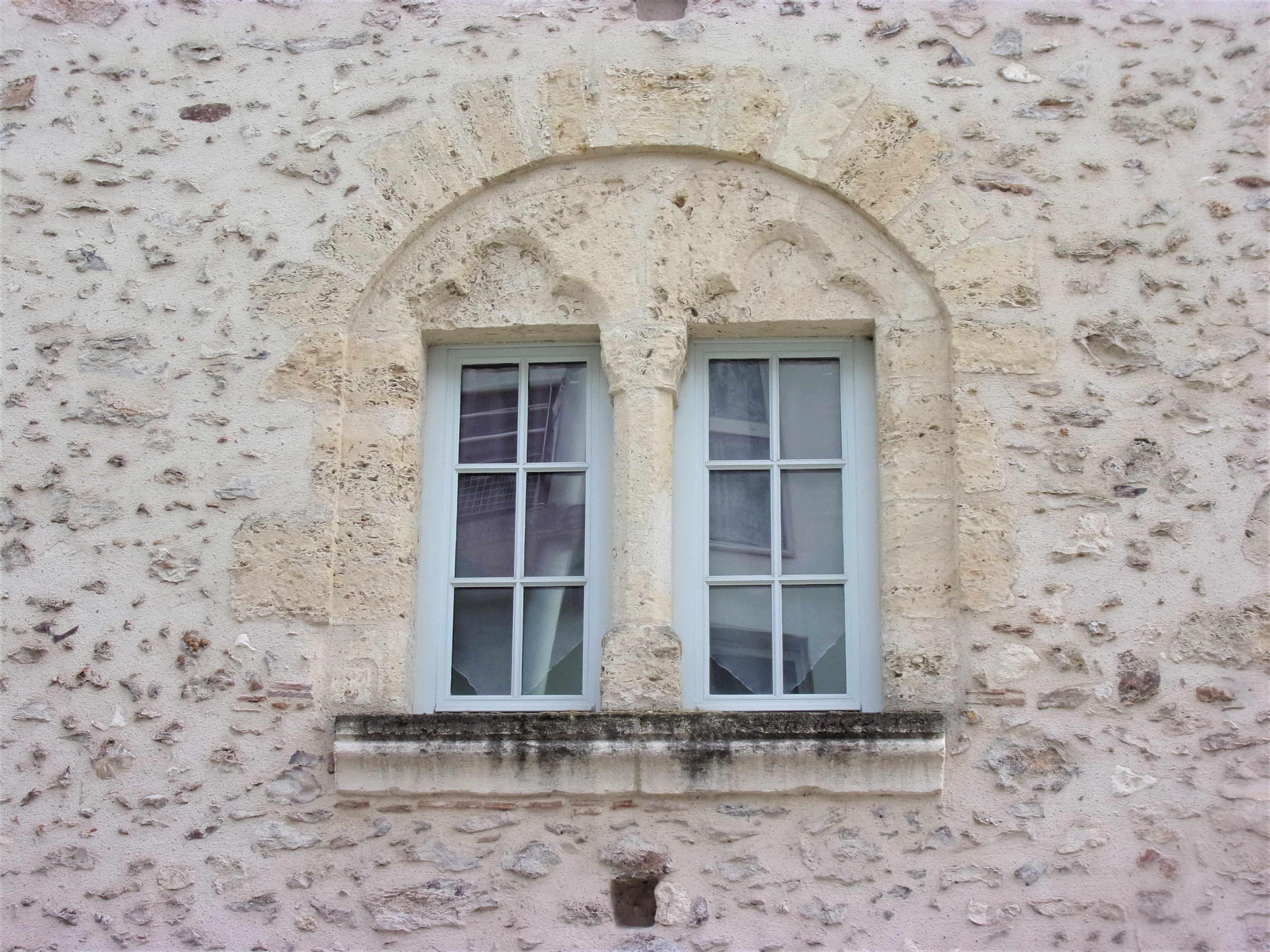
Détail de la baie occidentale.

Le bâtiment est composé d'un rez-de-chaussée et d'un étage dont la charpente est apparente. Les maçonneries sont majoritairement constituées de meulière. Il mesure 13,00 × 7,50 m pour une hauteur estimée à 11,00 m. La charpente est fortement remaniée ; il n'est pas possible de conclure sur l'existence d'un second étage ou d'un comble. Une tourelle d'escalier, maçonnée au rez-de-chaussée et à colombages au premier étage, flanque le mur gouttereau nord de la maison.
L'existence des deux étages, semble-t-il non cloisonnés à l'origine, suggère que le rez-de-chaussée avait une vocation commerciale (magasin, échoppe) ou artisanale (atelier) tandis que l'étage constituait le logis. Au moment de la construction, l'accès à l'étage se faisait très certainement par un escalier extérieur, le long du pignon occidental, aboutissant à une porte retrouvée, dispositif assurant l'autonomie fonctionnelle de chaque étage.
Le pignon occidental est percé, à l'étage, d'une baie géminée dont le meneau supporte un chapiteau à décor végétal. Les linteaux de chacune des deux fenêtres ainsi constituées sont décorés d'une arcature trilobée.

## Pour en savoir plus